# Леоне Накарава
Леоне Накарава (енгл. Leone Nakarawa; 2. април 1988) професионални је рагбиста и репрезентативац Фиџија који тренутно игра за Глазгов Вориорс. Са репрезентацијом Фиџија у рагбију 7 освојио је златну медаљу на Олимпијским играма 2016, прву олимпијску медаљу за ову земљу.

## Биографија
Висок 198 цм, тежак 109 кг, Накарава је за репрезентацију Фиџија до сада одиграо 35 тест мечева и постигао 7 есеја.